# Florence and the Machine
Florence and the Machine (även skrivet Florence + the Machine) är en engelsk musikgrupp bestående av sångerskan Florence Welch, Isabella Summers (Isa Machine) och ett antal andra musiker. Gruppen har beskrivits framföra musik från ett flertal olika genrer, bland annat rock och soul.
Florence and the Machine vann i februari 2009 Critics Choice Award vid Brit Awards framför namn som White Lies och Little Boots. 
Debutalbumet Lungs släpptes den 6 juli 2009 och blev rosat av den engelska pressen. Albumet var andraplacerat på UK Albums Chart under de första fyra veckorna och nådde den 17 januari 2010 slutligen förstaplatsen efter totalt 28 veckor på listan. Albumet skapades i samarbete med producenterna Paul Epworth (som gjort musik åt bland andra Bloc Party, Maximo Park, Kate Nash), James Ford från Simian Mobile Disco och Steve Mackey (tidigare medlem i bandet Pulp).
Gruppens andra album, Ceremonials, debuterade starkt och nådde första veckan en förstaplats i England och en sjätteplats i USA.
Singeln "You've Got The Love" är en cover på "You Got The Love" från 1991 av The Source och Candi Staton.

## Medlemmar
Nuvarande medlemmar
- Florence Welch – sång, percussion (2007–)
- Isabella Summers – keyboard, piano, synthesiser, bakgrundssång (2007–)
- Robert Ackroyd – sologitarr (2007–)
- Tom Monger – harpa, xylofon, percussion, bakgrundssång (2007–)
- Cyrus Bayandor – basgitarr (2018–)
- Aku Orraca-Tetteh – percussion, bakgrundssång (2018–)
- Dionne Douglas – violin, bakgrundssång (2018–)
- Hazel Mills – keyboard, bakgrundssång (2018–)
- Loren Humphrey – trummor (2018–)

Tidigare medlemmar
- Christopher Lloyd Hayden – trummor, percussion, bakgrundssång, gitarr (2007–2018)
- Mark Saunders – basgitarr, bakgrundssång (2009–2018)
- Rusty Bradshaw – piano, hammondorgel, rytmgitarr, bakgrundssång (2011–2018)

## Diskografi

### Studioalbum
- 2009 – Lungs
- 2011 – Ceremonials
- 2015 – How Big, How Blue, How beautiful
- 2018 – High as Hope
- 2022 – Dance Fever

### Livealbum
- 2011 – Live at the Wiltern
- 2012 – MTV Unplugged

### EP
- 2009 – A Lot of Love. A Lot of Blood
- 2010 – iTunes Festival: London 2010
- 2010 – iTunes Live from SoHo
- 2011 – Lungs – The B-Sides

### Singlar
- 2008 – "Kiss with a Fist"
- 2008 – "Dog Days Are Over"
- 2009 – "Rabbit Heart (Raise It Up)"
- 2009 – "You've Got the Love"
- 2009 – Drumming Song
- 2010 – "You Got the Dirtee Love" (promo med Dizzee Rascal)
- 2010 – "Cosmic Love"
- 2010 – "Heavy in Your Arms"
- 2011 – "What the Water Gave Me" (promo)
- 2011 – "Shake It Out"
- 2012 – "No Light, No Light"
- 2012 – "Never Let Me Go"
- 2012 – "Spectrum (Say My Name)"
- 2012 — "Breath of Life"
- 2012 – "Lover to Lover"
- 2013 – "Over The Love" (promo)
- 2015 – "What Kind of Man"
- 2015 – "Ship To Wreck"
- 2015 – "Queen of Peace"
- 2015 – "Delilah"
- 2016 – "Wish That You Were Here" (från "Miss Peregrine's Home for Peculiar Children")
- 2018 – "Sky Full of Song"
- 2018 – "Hunger"
- 2018 – "Big God"
- 2018 – "Patricia (Acoustic)"
- 2018 – "Hunger" och "Cornflake Girl" (Spotify Singles)
- 2019 – "Moderation" och "Haunted House"
- 2019 – "Jenny of Oldstones" (Game of Thrones)
- 2019 – "Donkey Kosh" (demo)
- 2019 – "My Best Dress" (demo)
- 2020 – "Light of Love"
- 2021 – "Cruella" (från Cruella)
- 2022 – "King"
- 2022 – "Heaven is Here"
- 2022 – "My Love"
- 2022 – "Free"